# Edmond Got
Pour les articles homonymes, voir Got.
François Jules Edmond Got, né le 1er octobre 1822 à Paris 1er et mort le 20 mars 1901 à Paris 16e, est un comédien et librettiste français.

## Biographie
D’une famille originaire du Perche, après avoir fait d’excellentes études au collège Charlemagne, Got fut lauréat au concours général. D’abord employé à la préfecture de la Seine, il abandonna l’étude du droit pour l’art dramatique, en entrant, en 1841, au Conservatoire d’art dramatique dans la classe de Provost, où il remporta, en 1842, un second prix de comédie, et en 1843, le premier.
Ce double succès dans le même genre lui ouvrait les portes de la Comédie-Française, mais la conscription le réclamant, il fut forcé de partir comme soldat et de servir un an dans un régiment de cavalerie. Il débuta enfin, le 14 juillet 1844, sur la scène des Français et s’y fit, dans les valets, un rôle de maitre. Son jeu fut trouvé naturel, son débit franc, de la verve, sa physionomie expressive et mobile. La presse lui fut généralement favorable, et Jules Janin eut pour le débutant narquois et imperturbable toutes sortes d’égards et de mots gracieux. Got fut aussitôt engagé, et depuis lors se montre toujours comédien spirituel, original, amoureux de son art, soigneux des détails et des nuances, chargeant peut-être un peu parfois, mais rachetant ce défaut par la souplesse et la variété de son talent. Sa verve et son aplomb firent de lui un des comiques les plus vrais et les plus francs qu’ait possédés depuis longtemps la Comédie-Française.
Reçu sociétaire en 1850, il se place à côté de Samson, de Provost, de Régnier. Parmi les créations de cet acteur, qui se plut à seconder les essais de la jeune école dramatique, on cite les rôles du capitaine Beaudrille dans le Cœur et la Dot ; Tibia des Caprices de Marianne ; de l’abbé, dans Il ne faut jurer de rien ; Francisque des Jeunes gens ; de Spiegel, dans la Pierre de touche ; de Jean le Rieux dans le Duc Job, qui lui dut un succès plus que centenaire ; de Guérin, dans Maitre Guérin ; de Mercadet dans le Faiseur, du major dans la Fin du roman et Sylvain dans la Fiamina. Il a en outre repris avec bonheur la plupart des premiers rôles comiques de l’ancien et du nouveau répertoire, notamment ceux de Sganarelle dans les Fourberies de Scapin, de Trissotin dans les Femmes savantes, de Petit-Jean, de Figaro dans le Mariage de Figaro, d’Hector dans le Joueur, et Bertrand et Raton.
Son succès le plus caractéristique a été dans le rôle de Giboyer des deux grandes comédies sociales d’Émile Augier : les Effrontés (1861) et le Fils de Giboyer (1863). Il s’était, en quelque sorte, incarné dans ce personnage au point de le rappeler involontairement dans des rôles très différents, comme dans celui de Rodolphe de l’Honneur et l’Argent, lors de la reprise de l’œuvre de Ponsard au Théâtre-Français (1863). Il joua encore avec beaucoup de bonheur, en 1864, le principal rôle de Maître Guérin, d’Augier.
Il a créé, en outre, au Théâtre-Français : De la Porcheraie, dans Moi (1864), Pierre de Bréville, dans Henriette Maréchal (1865), Mauvergnat, dans Jean Baudry (1866), Michel, dans Paul Forestier (1867), etc. Il faut mentionner à part le rôle d’André Lagarde dans la Contagion, d’Augier, que le sociétaire de la Comédie-Française, par dérogation aux statuts de la Compagnie et grâce à l’autorisation expresse de l’Empereur, alla jouer sur le théâtre de l’Odéon (17 mars 1866). Il organisa ensuite une troupe ambulante et fit faire à la pièce son tour de France.
Parmi les reprises du répertoire moderne où il s’est fait remarquer, se place en première ligne celle de Marcadet (22 octobre 1868), où l’acteur avait à lutter contre le glorieux souvenir de Geoffroy, le créateur du rôle. Depuis 1865, son nom fut mêlé à divers conflits intérieurs de la Comédie-Française, à la suite desquels les journaux ont parlé de démission donnée, de retraite, et de procès intentés par l’acteur à l’administration.
En dehors du théâtre, il s’est occupé un peu de littérature ; il a collaboré à quelques pièces et écrit les paroles d’un opéra en un acte, François Villon, représenté sur la scène de l’Opéra, en avril 1857, et le livret de l'opéra d'Edmond Membrée, L'Esclave (1874), en collaboration avec Édouard Foussier.
Il meurt en 1901 au no 11 hameau de Boulainvilliers (16e arrondissement de Paris), où il habitait depuis 1872.

## Théâtre

### Carrière à la Comédie-Française
Entrée en 1844
Nommé 268e sociétaire en 1850
Départ en 1894
Doyen de 1873 à 1894

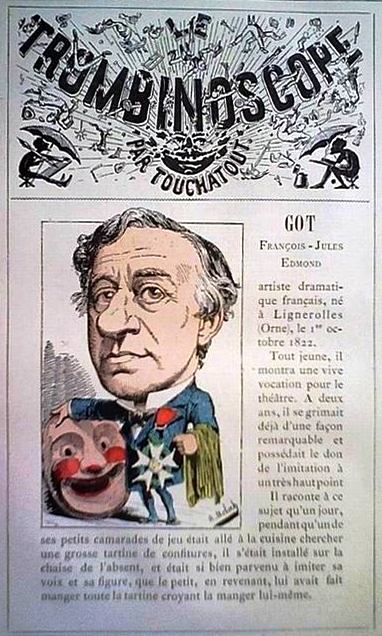
Edmond Got, caricature par Hector Moloch pour Le Trombinoscope, no 22, 1882.

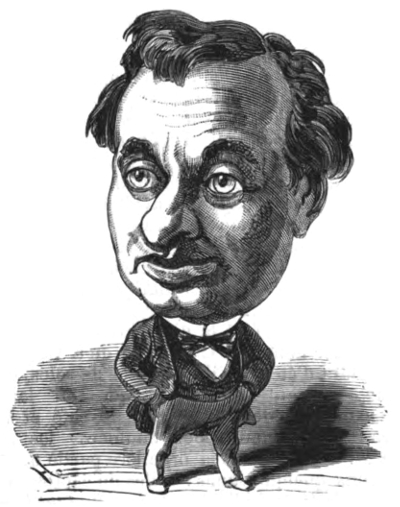
Edmond Got, caricature par Georges Lafosse pour Le Trombinoscope, no 2, 1872.

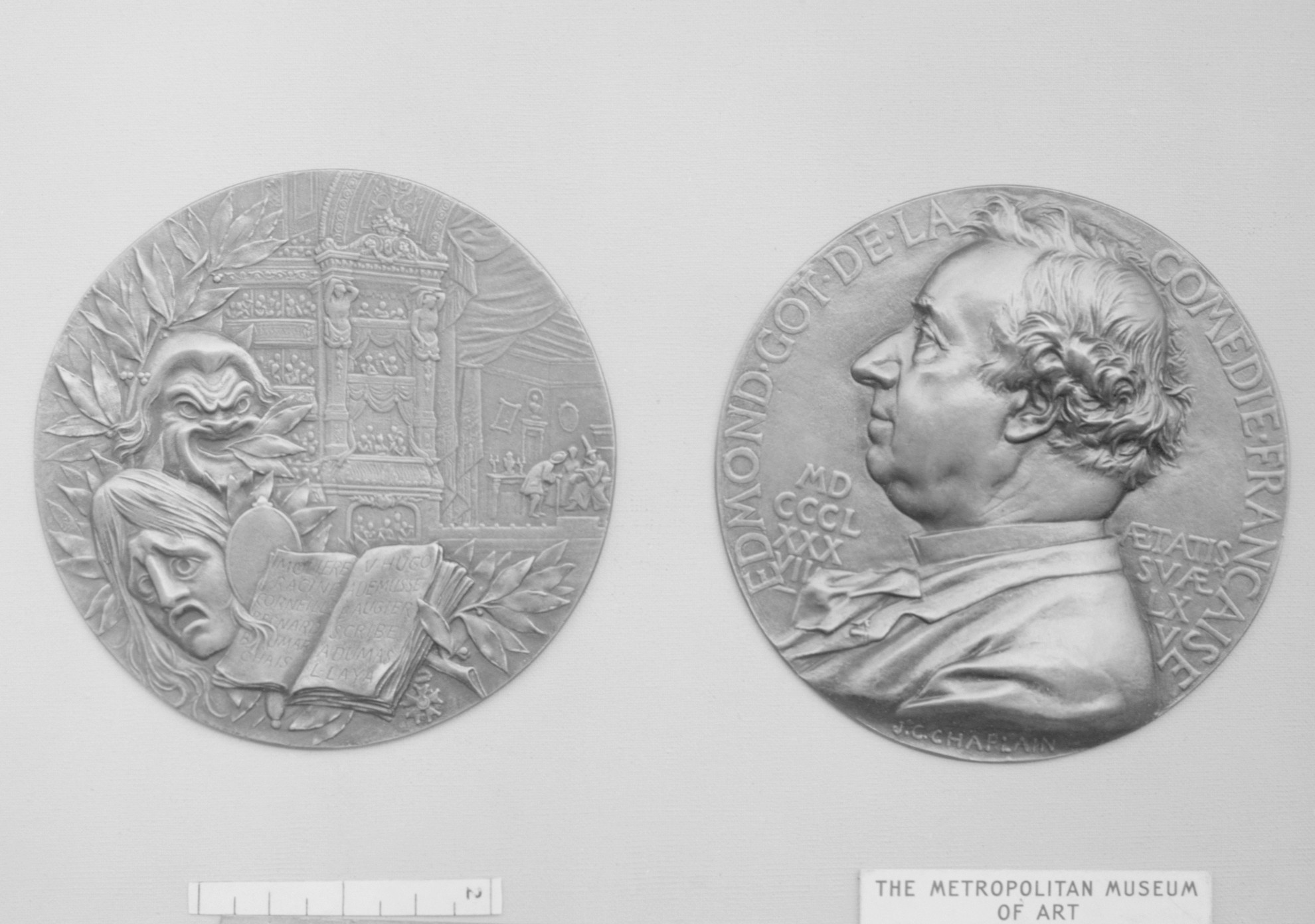
Jules Chaplain, Edmond Got de la Comédie-Française, médaillon, 1887, Metropolitan Museum of Art, New York.

- 1844 : Les Plaideurs de Jean Racine : L'Intimé
- 1845 : Le Barbier de Séville de Beaumarchais : Figaro ; Bazile
- 1845 : La Tour de Babel de Pierre-Chaumont Liadières : Dighton
- 1845 : Corneille et Rotrou de Ferdinand de Laboullaye et Eugène Cormon : Colletet
- 1845 : Le Mariage de Figaro de Beaumarchais : Grippesoleil
- 1845 : Les Plaideurs de Jean Racine : Petit-Jean
- 1845 : George Dandin de Molière : Colin
- 1845 : La Cigüe d'Émile Augier : Paris
- 1846 : La Chasse aux fripons de Camille Doucet : Périnet
- 1846 : Une fille du Régent d'Alexandre Dumas : Tapin
- 1846 : Tartuffe de Molière : M. Loyal
- 1846 : Don Gusman ou la Journée d'un séducteur d'Adrien Decourcelle : Quinola
- 1846 : George Dandin de Molière : Lubin
- 1846 : Le Nœud gordien de Madame Casamayor : Gregorio
- 1847 : L'Ombre de Molière de Jules Barbier : Mercure
- 1847 : Dom Juan ou le Festin de pierre de Molière : La Violette
- 1847 : Le Mariage de Figaro de Beaumarchais : Brid'oison
- 1847 : Notre fille est princesse de Léon Gozlan : Clarke
- 1847 : Scaramouche et Pascariel de Michel Carré : Octave
- 1847 : Le Misanthrope de Molière : Dubois
- 1847 : Pour arriver d'Émile Souvestre : Brunel
- 1848 : La Marinette ou le Théâtre de la farce d'Adrien Decourcelle : Turlupin
- 1848 : Dom Juan ou le Festin de pierre de Molière : Ragotin
- 1848 : Le Puff ou Mensonge et vérité d'Eugène Scribe : Bouvard
- 1848 : Thersite de Villarceaux : Calliclès
- 1848 : La Marquise d'Aubray de Charles Lafont : Antoine
- 1848 : Il ne faut jurer de rien d'Alfred de Musset : l'abbé
- 1848 : Le Bachelier de Ségovie de Casimir Bonjour : Fabricio
- 1848 : Le Vrai club des femmes de Joseph Méry : Roger
- 1849 : Bon gré mal gré de Jules Barbier : le marquis
- 1849 : La Double leçon de Jean-Baptiste-Rose-Bonaventure Violet d'Épagny : Gerbeau
- 1849 : Le Moineau de Lesbie d'Armand Barthet : Manlius
- 1849 : Adrienne Lecouvreur d'Eugène Scribe et Ernest Legouvé : Poisson
- 1849 : On ne saurait penser à tout d'Alfred de Musset : Germain
- 1849 : La Mère coupable de Beaumarchais : Guillaume
- 1849 : Deux hommes ou Un secret du monde d'Adolphe Dumas : un garçon
- 1849 : Le Testament de César de Jules Lacroix et Alexandre Dumas : Thersite
- 1850 : Trois entr'actes pour l'Amour médecin d'Alexandre Dumas : Latrufardière
- 1850 : Les Deux célibats de Jules de Wailly et Charles Duveyrier : Jacques
- 1850 : L'Avoué par amour d'Edmond Cottinet : Clément
- 1850 : Le Carrosse du Saint-Sacrement de Prosper Mérimée : Martinez
- 1850 : Charlotte Corday de François Ponsard : un orateur
- 1850 : La Queue du chien d'Alcibiade de Léon Gozlan : Louis Duverger
- 1850 : Le Chandelier d'Alfred de Musset : Guillaume
- 1850 : Une discrétion d'Édouard Plouvier : Monicourt
- 1850 : Héraclite et Démocrite d'Édouard Foussier : Démocrite
- 1850 : Les Contes de la reine de Navarre d'Eugène Scribe et Ernest Legouvé : Babieca
- 1850 : Le Joueur de flûte d'Émile Augier : Bomilcar
- 1851 : Le Mariage de Figaro de Beaumarchais : Figaro
- 1851 : Les Caprices de Marianne d'Alfred de Musset : Tibia
- 1852 : Le Cœur et la dot de Félicien Mallefille : Beaudrille
- 1853 : Dom Juan ou le Festin de pierre de Molière : Pierrot
- 1858 : Le Retour du mari de Mario Uchard : Devalonne
- 1859 : Souvent homme varie d'Auguste Vacquerie : Troppa
- 1859 : Le Duc Job de Léon Laya : Jean de Rieux
- 1861 : Les Femmes savantes de Molière : Trissotin
- 1862 : Le Fils de Giboyer d'Émile Augier : Giboyer
- 1863 : Jean Baudry d'Auguste Vacquerie : Jean Baudry
- 1864 : Moi d'Eugène Labiche et Édouard Martin : de La Porcheraie
- 1864 : Maître Guérin d'Émile Augier : Maître Guérin
- 1865 : Henriette Maréchal d'Edmond et Jules de Goncourt : Pierre de Bréville
- 1866 : La Contagion d'Émile Augier, théâtre de l'Odéon : André Lagarde
- 1866 : Le Fils d'Auguste Vacquerie : Mauvergnat
- 1868 : Paul Forestier d'Émile Augier : Michel Forestier
- 1868 : Mercadet d'Honoré de Balzac : Mercadet
- 1869 : Lions et Renards d'Émile Augier : M. de Sainte-Agathe
- 1871 : Adrienne Lecouvreur d'Eugène Scribe et Ernest Legouvé : Michonnet
- 1872 : La Vraie farce de Maître Pathelin d'Édouard Fournier : Pathelin
- 1873 : Marion de Lorme de Victor Hugo : l'Angely
- 1873 : Jean de Thommeray d'Émile Augier et Jules Sandeau : Jonquières
- 1874 : George Dandin de Molière : George Dandin
- 1875 : Bataille de dames d'Eugène Scribe
- 1875 : L'Ilote de Charles Monselet et Paul Arène : L'Ilote
- 1876 : Dom Juan ou le Festin de pierre de Molière : Sganarelle
- 1876 : L'Étrangère d'Alexandre Dumas fils : Rémonin
- 1878 : Les Fourchambault d'Émile Augier : Bernard
- 1880 : Les Femmes savantes de Molière : Trissotin
- 1880 : Le Bourgeois gentilhomme de Molière : le maître de philosophie et le Muphti
- 1881 : Le Monde où l'on s'ennuie d'Édouard Pailleron : Bellac
- 1882 : Les Rantzau d'Émile Erckmann et Alexandre Chatrian : Jean Rantzau
- 1882 : Le roi s'amuse de Victor Hugo : Triboulet
- 1884 : Smilis de Jean Aicard : Martin
- 1885 : Denise d'Alexandre Dumas fils : Brissot
- 1886 : Hamlet, prince de Danemark d'après William Shakespeare : Polonius
- 1886 : L'Avare de Molière : Maître Jacques
- 1886 : Les Plaideurs de Jean Racine : Dandin
- 1887 : Vincenette de Pierre Barbier : Maître Claude
- 1888 : Le Flibustier de Jean Richepin : François Legoëz
- 1891 : L'Article 231 de Paul Ferrier : La Verpillière
- 1892 : Le Juif polonais d'Émile Erckmann et Alexandre Chatrian : Mathis
- 1894 : Cabotins ! d'Édouard Pailleron : Grigneux
- 1894 : Vers la joie de Jean Richepin : Bibus

## Mention dans la littérature
Dans Du côté de chez Swann de Marcel Proust, le narrateur, jeune, classe naïvement par ordre de talent les acteurs les plus illustres : Got, Delaunay, Coquelin, Thiron, Febvre.

## Iconographie
- [s.d.] - Photographie par Nadar
- 1875 - bas-relief en médaillon du portrait de Edmond Got, acteur et doyen de la Comédie-Française, par Gaston La Touche (1854-1913) qui est reçu au Salon.